# Leon V. Arménský
Leon V. Arménský (asi 775, Arminiya – 25. prosince 820, Konstantinopol) byl byzantský císař v letech 813–820.

## Vojenská kariéra
V roce 803 patřil se svými vojenskými druhy Michaelem z Amorionu a Tomáše nazývaným Slovan mezi účastníky vzpoury proti císaři Nikeforovi I., které mělo vynést na trůn vojenského velitele Bardana Turka. Když se to nepovedlo, pomohli Leon s Michaelem pacifikovat asijské oblasti říše. Za to se jim dostalo vysokých vojenských hodností i majetku (domy v Konstantinopoli). Poté se Leon oženil s Theodosií, dcerou Arsabera, vysokého úředníka arménského původu. Roku 808 se znovu zúčastnil, tentokrát po boku svého tchána, neúspěšného státního převratu. Poté byl zřejmě poslán do vyhnanství mimo hlavní město, do kterého se směl vrátit až po císařově smrti roku 811.

## Na císařském trůně
V té době byla byzantská říše vážně ohrožena Bulhary, kterým nedokázal nový císař Michael I. čelit. Vojenští velitelé i církevní hodnostáři včetně patriarchy Nikefora proto naléhali na Leona Arménského, aby se ujal vlády. Nakonec ho armáda provolala císařem a 12. července 813 byl korunován v konstantinopolském chrámu Hagia Sofia. Při tom ho stále doprovázel jeho přítel Michael, který byl povýšen do vyšší důstojnické hodnosti stejně jako další z trojice přátel Tomáš Slovan.
Leon V. nechal bezprostředně po svém nastolení zpevnit konstantinopolské hradby, a zabránil tak ataku Bulharů. Chán Krum se nedostal dále než na předměstí. Během své vlády podnikl císař řadu úspěšných vojenských tažení. Roku 817 uzavřel mír s Bulhary. Vnitřní nepokoje v arabském chálífátu vedly k mírovému stavu také na východní byzantské hranici.

## Obnovení ikonoklasmu
V době ohrožení Konstantinopole Bulhary v roce 813 vtrhli zastánci obrazoborectví do chrámu Svatých Apoštolů, prorazili otvor do hrobky ikonoklastického císaře Konstantina V. a vyzývali ho, aby přišel zachránit Byzanz. Leon V. ospravedlňoval touto příhodou návrat k obrazoborectví, který vyhlásil roku 815 na synodě, konané v chrámu Hagia Sofia. Uctívání ikon, ikonodulie, bylo opět prohlášeno za modloslužebnictví. Z rozhodnutí císaře byly obrazy svatých opět odstraněny z chrámů.
Leon V. napodobil ve své obrazoborecké politice slavné císaře ze syrské dynastie, kteří v Byzanci vládli v 8. století. Domníval, že tak získá podporu vojska, což mu umožní zvítězit nad Bulhary, a jeho vláda bude dlouhá a úspěšná jako panování Leona III. Syrského a jeho syna Konstantina V. Hlavní ikonodulští představitelé, kteří se odmítli podrobit nové státní politice, začali být pronásledováni. Nejčastějším trestem bylo zbičování a poslání do vyhnanství. To postihlo především mnichy z kláštera Studios, kteří pevně setrvávali na svém přesvědčení. Odstoupit ze svého úřadu musel také patriarcha Nikeforos.
Císař se soustředil na vládu a pozapomněl na své vojenské druhy, kteří měli stejné ambice jako on. Během roku 820 se k němu doneslo, že Michael Amorijský usiluje o jeho svržení. Koncem roku ho dal proto uvěznit. Leonova manželka Theodosia však chotě přemlouvala, aby ho v tak významný křesťanský svátek, jakým jsou Vánoce, propustil a znovu důkladně vyslechl jeho spojence. Spiklenci však byli již i mezi příslušníky Leonova dvora. Na Boží hod byl Leon V. zavražděn v palácové kapli, kde zpíval vánoční liturgii. Poté jeho vrahové osvobodili Michaela, okamžitě ho prohlásili císařem a nechali korunovat. Čtyři Leonovi synové byli posláni do vyhnanství na ostrov Prinkipo, kdy byli vykastrováni a přinuceni vstoupit do kláštera. To byl obvyklý čin, který měl zabránit potomkům svrženého císaře v revoltě proti jeho nástupci. Nejmladší Theodosios v důsledku nešetrně provedeného zákroku zemřel.